# VR Dm9

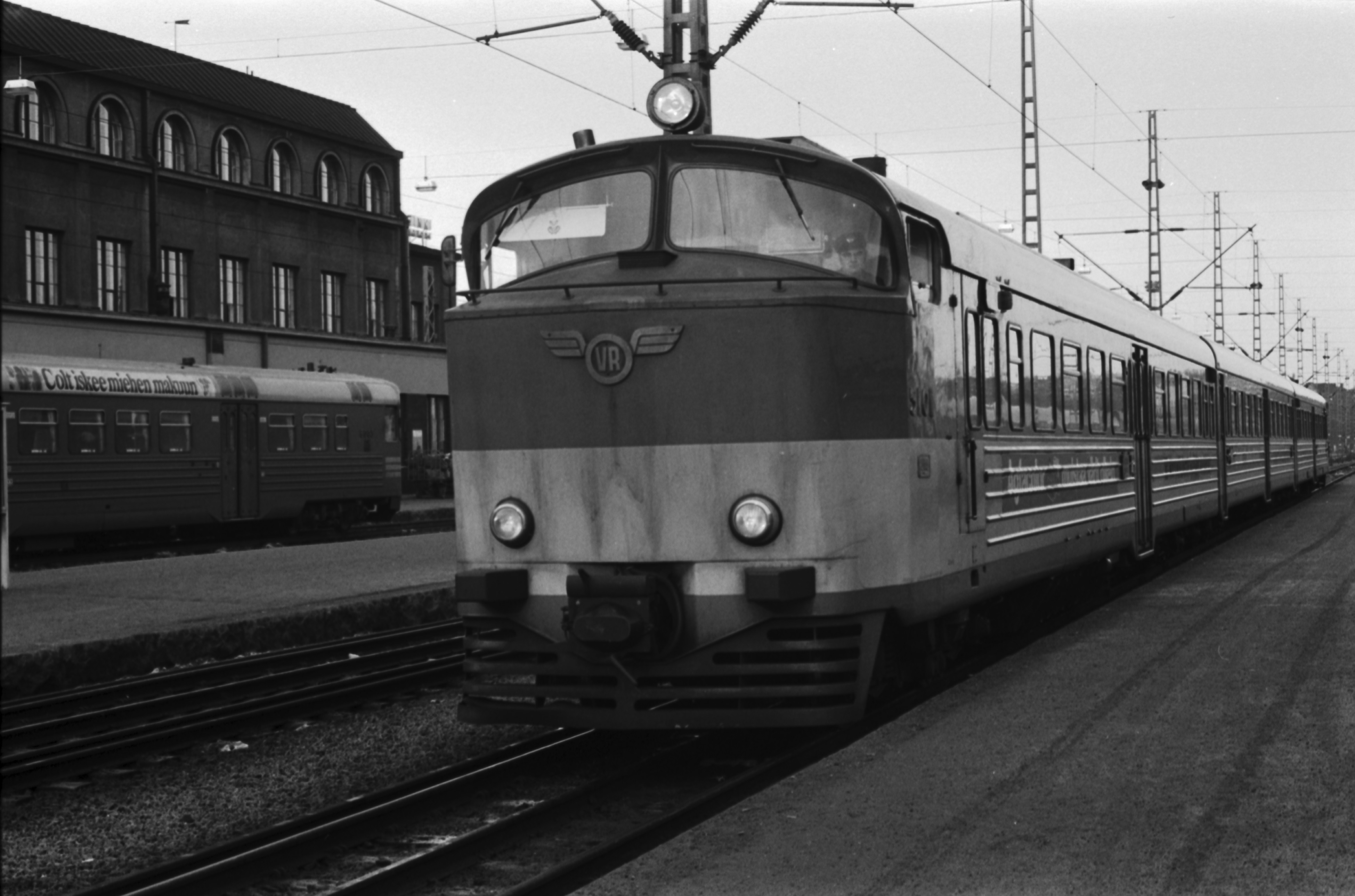
Dm9 på Helsingfors järnvägsstation

VR Dm9 Porkkana (Morot) är ett dieselmotordrivet finländskt motorvagnståg, som har använts av Statsjärnvägarna i Finland. 
VR Dm9 har tre vagnsenheter och tillverkades av Valmet i tolv tågset 1965–1966. 
Av tågen har två bevarats: ett på Haapamäkis museiloksförening i Haapamäki i Keuru och ett, som inte restaurerats.

## Historik
Statsjärnvägarna beställde 1961 tolv tågenheter för lokaltrafiken i Helsingfors. Konstruktionen baserades tekniskt  på Dm8, men inredningen utfördes enligt lokaltrafikstandard. Båda typerna hade topphastigheten 140 km/timme.
Tågenheten Dm9 bestod av två motorvagnar med hytt och motor, samt en mittvagn. Vid behov kunde upp till tre sådana tågenheter kopplas samman för att bilda ett nio vagnar långt tåg. Enheterna kunde sedan separeras på en station och fortsätta till olika destinationsstationer.
Tågen började användes i lokaltrafiken vintern 1965 mellan Helsingfors och Kyrkslätt och Riihimäki, men kom snart att överföras till fjärrtrafiken. De kördes först mellan Helsingfors och Åbo, och senare också från Helsingfors till Vasa, Nyslott och Kuopio. Dessutom körde de sträckan Nådendal–Åbo–Jyväskylä.
Tågen hade från början 232 sittplatser i 2:a klass, men mittvagnarna byggdes i början av 1970-talet om med kafé och 1:a klass och fick då 178 + 22 sittplatser. Tågen ställdes av 1990.

## Motor
Dm9-tågen konstruerade och byggdes i Tammerfors vid Valmets flygplansfabrik. De utrustades med italienska virvelkammardieslar av typ Isotta Fraschini/Breda D19/SC12P, vilken gav ett mjukt och dämpat ljud. Motorn är en överladdad 12-cylindrig 180-graders V-motor, där cylindrarna står i horisontellt läge mot varandra.